# Gianluca Pegolo
Gianluca Pegolo (Bassano del Grappa, 25 marzo 1981) è un ex calciatore italiano, portiere.

## Carriera

### Club

#### Hellas Verona e vari prestiti
Cresce calcisticamente nell'Hellas Verona. Entra nel giro della prima squadra fin dalla stagione 1998-1999. Vi rimane anche nell'annata successiva, senza tuttavia mai scendere in campo. In questi anni è titolare della Primavera.
Nella stagione 2000-2001 viene mandato in prestito al Fiorenzuola, in Serie C2 e con la formazione emiliana scende in campo 34 volte.
L'anno successivo torna all'Hellas Verona, come riserva del portiere titolare Fabrizio Ferron. Ha l'opportunità di fare il suo debutto in Serie A il 25 novembre 2001 in Torino-Hellas Verona (5-1) ma, subentrato negli ultimi 20 minuti, subisce tutti e 5 i gol dei padroni di casa. Si riscatta nella partita successiva, vinta 1-0 contro il Brescia, parando un rigore. Conclude la stagione con 2 presenze complessive in campionato.
Nella stagione 2002-2003, con l'Hellas Verona appena tornato in Serie B, è il portiere titolare. Nel suo primo anno da titolare in B gioca 37 partite, l'anno successivo (2003-2004) 31. Nelle stagioni 2004/05 e 2005-2006, ha raccolto rispettivamente 37 e 39 gettoni di presenza.
Dopo la retrocessione della formazione scaligera in Serie C, nel calciomercato estivo 2007 lascia Verona per passare al Genoa, che lo gira al Mantova (in prestito, con diritto di riscatto della comproprietà). Torna nell'estate del 2008 in Liguria, ma viene girato in prestito al Parma, appena retrocesso in Serie B. Con la squadra gialloblù debutta contro il Grosseto, sostituendo Nicola Pavarini, infortunato. Gioca anche la partita successiva contro il Frosinone, terminata 2-2.

#### Siena
Al termine della stagione, rientrato al Genoa, viene ceduto al Siena. Torna in Serie A dopo nove anni passati nella serie cadetta. Debutta con la squadra senese il 9 gennaio 2010, subentrando al titolare Gianluca Curci infortunato nella gara persa per 4-3 con l'Inter a San Siro. Ottiene anche altre presenze, ma al termine della stagione, il Siena retrocede in Serie B. 
Nel campionato successivo non scende mai in campo, ed i toscani tornano in massima divisione. Nella stagione successiva inizia da secondo di Željko Brkić, ma a causa degli infortuni del serbo, riesce ad ottenere molte presenze diventando subito l'idolo della squadra ed il Siena si salva dalla retrocessione. 
Nella stagione 2012-2013 è il portiere titolare ed è l'unico giocatore capace di scendere in campo in tutte le 38 partite di campionato, risultando, con 3.632 minuti, comprendendo quelli di recupero, il giocatore che ha disputato il maggior numero di minuti di tutta la serie A. Nonostante la retrocessione del Siena, nella stessa stagione è risultato essere anche l'estremo difensore che ha compiuto il maggior numero di parate.

#### Sassuolo
Il 2 settembre 2013, nell'ultimo giorno del calciomercato estivo viene acquistato a titolo definitivo dal Sassuolo, neopromosso nella massima serie. Diventa subito un titolare della squadra, esordisce con la maglia neroverde il 25 settembre seguente nella trasferta di campionato contro il Napoli (1-1). L'11 maggio raggiunge la salvezza con il Sassuolo a seguito della vittoria per 4-2 contro il Genoa, nella quale si distingue per aver parato un rigore a Gilardino.
Il 5 agosto 2014, in allenamento, subisce la frattura della tibia che lo porterà a uno stop di vari mesi. In virtù di ciò viene acquistato Andrea Consigli dai neroverdi, di cui diventa il secondo negli anni successivi. Il 13 maggio 2015 viene sottoposto ad un intervento chirurgico di rimozione delle placche tibiali, inserite in seguito alla frattura. Torna in campo il 25 ottobre 2015 in Milan-Sassuolo 2-1 per sostituire l'espulsione di Andrea Consigli. 
Nonostante abbia trascorso tre stagioni come riserva di Consigli, il 22 giugno 2017 Pegolo rinnova il contratto con il Sassuolo per un altro anno. Il 2 marzo 2019 scende in campo contro il Milan a seguito dell'espulsione di Consigli. La settimana seguente, il 10 marzo 2019, gioca una ottima partita contro il Napoli, terminata per 1 a 1, essendo decisivo su vari interventi. Nel campionato 2019-2020 scende in campo la 16ª giornata contro il Milan (0-0) e la settimana seguente nel recupero della settima giornata in Brescia-Sassuolo (0-2), risultando decisivo in entrambe le sfide con parate fondamentali che consentono un "clean sheet" per 2 partite consecutive.
Il 22 dicembre 2021 entra nella cerchia dei calciatori con più di 40 anni a disputare una partita di Serie A, giocando titolare la gara persa per 3-0 in casa contro il Bologna. Il 10 febbraio 2022 gioca da titolare, a quasi 41 anni, la gara di Coppa Italia contro la Juventus, fornendo un'ottima prestazione nonostante la sconfitta.
Al termine della stagione 2022-2023, Pegolo rinnova il proprio contratto con la società neroverde fino al 30 giugno 2024. In seguito alla retrocessione dei neroverdi in Serie B al termine della stagione 2023-2024, lascia il club alla scadenza naturale del proprio contratto, dopo aver messo insieme 60 presenze in undici anni.
Nell’ottobre del 2024 consegue la qualifica UEFA B che consente di essere tesserati come collaboratori negli staff di Serie A e B e di essere allenatori in seconda in Serie C oltre a poter allenare tutte le prime squadre fino alla Serie D.

### Nazionale
Conta 6 presenze in Nazionale Under-20 del c.t. Francesco Rocca, con cui si è classificato al secondo posto dei XIV Giochi del Mediterraneo nel 2001.
Il 20 agosto 2002 debutta nella Nazionale Under-21, con la quale scenderà in campo in altre 2 occasioni.

## Statistiche

### Presenze e reti nei club
| Stagione        | Squadra         | Campionato      | Campionato | Campionato | Coppe nazionali | Coppe nazionali | Coppe nazionali | Coppe continentali | Coppe continentali | Coppe continentali | Altre coppe | Altre coppe | Altre coppe | Totale | Totale |
| Stagione        | Squadra         | Comp            | Pres       | Reti       | Comp            | Pres            | Reti            | Comp               | Pres               | Reti               | Comp        | Pres        | Reti        | Pres   | Reti   |
| --------------- | --------------- | --------------- | ---------- | ---------- | --------------- | --------------- | --------------- | ------------------ | ------------------ | ------------------ | ----------- | ----------- | ----------- | ------ | ------ |
| 1998-1999       | Verona          | B               | 0          | 0          | CI              | 0               | 0               | -                  | -                  | -                  | -           | -           | -           | 0      | 0      |
| 1999-2000       | Verona          | A               | 0          | 0          | CI              | 0               | 0               | -                  | -                  | -                  | -           | -           | -           | 0      | 0      |
| 2000-2001       | Fiorenzuola     | C2              | 34+2       | -42 + -2   | CI-C            | 3               | -7              | -                  | -                  | -                  | -           | -           | -           | 39     | -51    |
| 2001-2002       | Verona          | A               | 2          | -5         | CI              | 0               | 0               | -                  | -                  | -                  | -           | -           | -           | 2      | -5     |
| 2002-2003       | Verona          | B               | 37         | -41        | CI              | 2               | -2              | -                  | -                  | -                  | -           | -           | -           | 39     | -43    |
| 2003-2004       | Verona          | B               | 31         | -46        | CI              | 1               | 0               | -                  | -                  | -                  | -           | -           | -           | 32     | -46    |
| 2004-2005       | Verona          | B               | 37         | -36        | CI              | 2               | -2              | -                  | -                  | -                  | -           | -           | -           | 39     | -38    |
| 2005-2006       | Verona          | B               | 39         | -35        | CI              | 2               | -2              | -                  | -                  | -                  | -           | -           | -           | 41     | -37    |
| 2006-2007       | Verona          | B               | 41+2       | -44 + -2   | CI              | 2               | -2              | -                  | -                  | -                  | -           | -           | -           | 45     | -48    |
| Totale Verona   | Totale Verona   | Totale Verona   | 187+2      | -207 + -2  |                 | 9               | -8              |                    | -                  | -                  |             | -           | -           | 198    | -217   |
| 2007-2008       | Mantova         | B               | 26         | -34        | CI              | 0               | 0               | -                  | -                  | -                  | -           | -           | -           | 26     | -34    |
| 2008-2009       | Parma           | B               | 5          | -5         | CI              | 0               | 0               | -                  | -                  | -                  | -           | -           | -           | 5      | -5     |
| 2009-2010       | Siena           | A               | 4          | -9         | CI              | 1               | 0               | -                  | -                  | -                  | -           | -           | -           | 5      | -9     |
| 2010-2011       | Siena           | B               | 0          | 0          | CI              | 0               | 0               | -                  | -                  | -                  | -           | -           | -           | 0      | 0      |
| 2011-2012       | Siena           | A               | 19         | -23        | CI              | 2               | -5              | -                  | -                  | -                  | -           | -           | -           | 21     | -28    |
| 2012-2013       | Siena           | A               | 38         | -57        | CI              | 1               | -2              | -                  | -                  | -                  | -           | -           | -           | 39     | -59    |
| Totale Siena    | Totale Siena    | Totale Siena    | 61         | -89        |                 | 4               | -7              |                    | -                  | -                  |             | -           | -           | 65     | -96    |
| 2013-2014       | Sassuolo        | A               | 33         | -55        | CI              | 0               | 0               | -                  | -                  | -                  | -           | -           | -           | 33     | -55    |
| 2014-2015       | Sassuolo        | A               | 0          | 0          | CI              | 0               | 0               | -                  | -                  | -                  | -           | -           | -           | 0      | 0      |
| 2015-2016       | Sassuolo        | A               | 2          | -2         | CI              | 1               | -1              | -                  | -                  | -                  | -           | -           | -           | 3      | -3     |
| 2016-2017       | Sassuolo        | A               | 1          | -5         | CI              | 1               | -2              | UEL                | 1                  | -2                 | -           | -           | -           | 3      | -9     |
| 2017-2018       | Sassuolo        | A               | 2          | -1         | CI              | 2               | -3              | -                  | -                  | -                  | -           | -           | -           | 4      | -4     |
| 2018-2019       | Sassuolo        | A               | 3          | -4         | CI              | 2               | -3              | -                  | -                  | -                  | -           | -           | -           | 5      | -7     |
| 2019-2020       | Sassuolo        | A               | 5          | -4         | CI              | 0               | 0               | -                  | -                  | -                  | -           | -           | -           | 5      | -4     |
| 2020-2021       | Sassuolo        | A               | 1          | 0          | CI              | 1               | -2              | -                  | -                  | -                  | -           | -           | -           | 2      | -2     |
| 2021-2022       | Sassuolo        | A               | 1          | -3         | CI              | 2               | -2              | -                  | -                  | -                  | -           | -           | -           | 3      | -5     |
| 2022-2023       | Sassuolo        | A               | 2          | -3         | CI              | 0               | 0               | -                  | -                  | -                  | -           | -           | -           | 2      | -3     |
| 2023-2024       | Sassuolo        | A               | 0          | 0          | CI              | 0               | 0               | -                  | -                  | -                  | -           | -           | -           | 0      | 0      |
| Totale Sassuolo | Totale Sassuolo | Totale Sassuolo | 50         | -77        |                 | 9               | -13             |                    | 1                  | -2                 |             | -           | -           | 60     | -92    |
| Totale carriera | Totale carriera | Totale carriera | 367        | -458       |                 | 25              | -35             |                    | 1                  | -2                 |             | -           | -           | 393    | -495   |